# Nyantik (arkitektur)

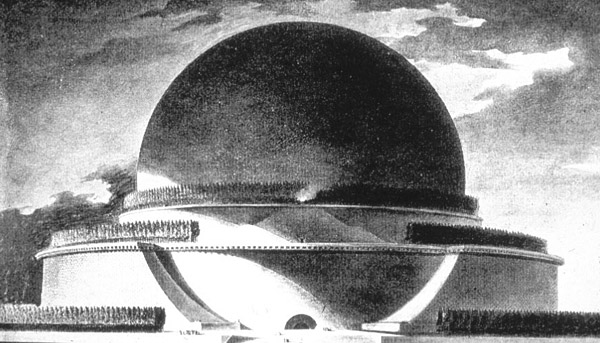
Cénotaphe a Newton, Étienne-Louis Boullée, 1784.

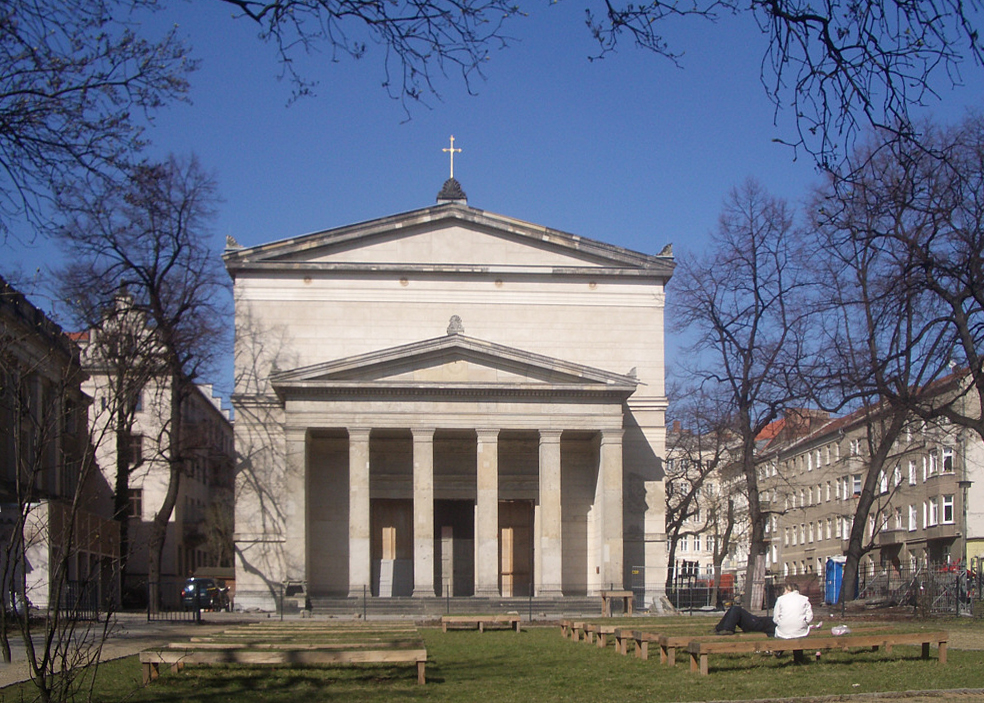
Elisabethkirche i Berlin, Karl Friedrich Schinkel, (1832–1834).

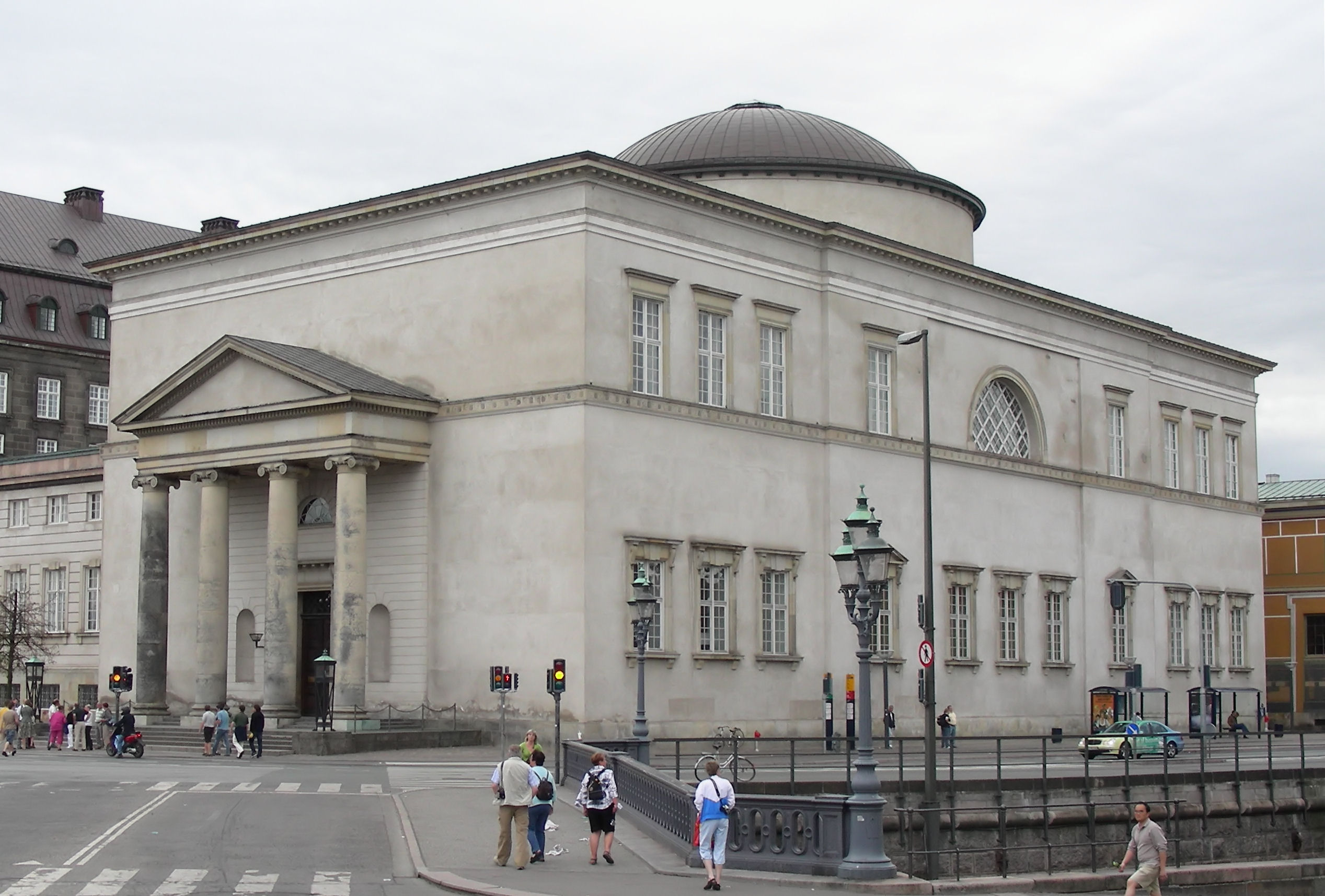
Christiansborg Slotskirke i Köpenhamn, C.F. Hansen.

Nyantik eller nyklassicistisk arkitektur var den dominerande stilen inom västerländsk arkitektur mellan cirka 1750–1830 då nyklassicismen var det rådande idealet.
Arkitekten Jacques-François Blondel blev år 1762 direktör för den franska konstakademien och han anammade den rörelse som ville återgå till antikens tankegångar och klassicismens proportionslära. Den nyantika perioden kan delas in i tre huvudfaser. Den första är revolutionsarkitekturen, som kom att dominera från den franska revolutionen fram till Napoleon I:s tillträde som kejsare. Den främste teoretikern inom revolutionsarkitekturen var Étienne-Louis Boullée, som producerade flera spektakulära projekt baserade på förenklade klassicistiska former med utgångspunkt i sarkofager, pyramider och torn istället för de antika tempeltyperna. Några av Boullées mest kända projekt är förslag till olika minnesmärken över den brittiske fysikern Isaac Newton, där det mest berömda består av en enorm sfär med hål i taket, för att skapa illusionen av en stjärnhimmel, på vilkens botten Newtons sarkofag skulle placeras. En annan betydelsefull arkitekt i Frankrike under denna tid var Claude Nicolas Ledoux. Revolutionsarkitekturen började så småningom göra intryck även utanför Frankrikes gränser. I Tyskland blev stilens främsta företrädare Friedrich Gilly och Friedrich Weinbrenner, medan en liknande arkitektur kom fram i England genom George Dance d.y. och i första hand John Soane. I Italien, där rokokon länge höll sig kvar, ledde Napoleons inflytande till att klassicismen anammades av de unga republikanerna. Där var det stora namnet Giovanni Battista Piranesi.
Efter Napoleons kröning till kejsare minskade utrymmet för experimentell arkitektur. Napoleon ville istället återuppliva det romerska rikets arkitektur i en korrekt historisk tappning. Denna arkitektur kom att representera nyantikens andra inriktning: empiren. Här var den stora förebilden Pantheon i Rom och flera byggnader följde efter dess mönster. Bland annat ritade en av Napoleons gunstlingar, Pierre Francois Leonard Fontaine, en replik av det romerska templet genom ett försoningskapell i Paris, Chappelle Expiatoire. Pantheons motiv, med den kraftiga pelaruppburna portiken, varierades med rektangulära och kvadratiska grundplan. De ledande nordiska arkitekterna var vid denna tid den danske Christian Frederik Hansen och den tyske Carl Ludwig Engel, verksam i Helsingfors. Hansen hade genom sin slottskyrka till Christiansborg i Köpenhamn efterliknat Pantheon, särskilt i fasaden, som liksom Pantheon kan skrivas in i en cirkel om man sätter passarens spets på portikens gavelkrön, dock med en rektangulär grundplan. Engel påverkade starkt Helsingfors stadsbild med nya paradmiljöer i nyantik stil, särskilt påtagande blir detta vid Senatstorget.
Den tredje riktningen inom nyantiken kom att bli de nygrekiska eller nyhellenistiska strömningarna. Dessa hade börjat visa sig redan vid 1700-talets mitt, då man började göra uppmätningar av flera grekiska och romerska tempel, men det hade inte resulterat i särskilt många reella byggnader, med Brandenburger Tor i Berlin som ett undantag. Särskilt på de brittiska öarna kom nyhellenismen efter napoleonkrigens slut att bli särskilt påtaglig, med British Museum i London av Robert Smirke som ett starkt exempel. Den stora huvudgestalten för den europeiska nyhellismen blev dock en tysk i form av Gillys elev Karl Friedrich Schinkel, som kom att bli en av 1800-talets mest betydelsefulla arkitekter. De byggnader han projekterade var alla starkt påverkade av de antika formspråken, ett exempel i mindre format är Neue Wache från 1816, men som "Oberbaurat" i Berlin fick Schinkel även mycket prestigefulla uppdrag som Großes Schauspielhaus (1818–1821) och Altes Museum (1823–1830).